# Миннеман
Миннеман (Minnemann) — российский дворянский род немецкого происхождения.
Причислялся к дворянству Санкт-Петербургской губернии (1810, III часть) и внесен в родословную книгу Могилёвской губернии (1894, II часть).

## Представители
Карл Павлович Миннеман (Karl Emanuel Minnemann) (~ 1750—1796). Штатный хирург в оспенном доме Петербурга (1772—1776), штаб-лекарь, коллежский асессор. Во время царствования Екатерины II (1787) по указу Павла I получил не облагаемую налогом землю на Каменном острове. Жена Анна-Адреана Ивановна, урожденная Рульен (Anna Adreana Rulien) (~ 1755 — ~ 1820).
- Илья-Матвей Карлович Миннеман (Elias Matthias Reinhold Minnemann) (20.01.1775 — 05.09.1838). Родился в Петербурге. Числился волонтёром в Калинкинской больнице (1792), в том же году окончил Горный институт как «шихтсмейстер 13-го класса»[4]. В 1796 году работал в оспенном доме, в 1798 — не сдал экзамен на хирурга[5]. Доброволец в Медико-хирургической академии (1800), штаб-лекарь (1823). Похоронен с братом на Смоленском Евангелическом кладбище[6].
- Иоганн-Эммануил (Иван) Карлович Миннеман (Johann Emanuel Minnemann) (04.05.1776 — 13.12.1816). Обер-провиантмейстер, член комиссии по Рижскому провиантскому депо (1810), затем — в петербургской провиантской комиссии (1815)[7]. Жена (с 1802 года) Катерина-Шарлотта Либштейн Catharine (Katharina Charlotte) Liebstein (1786* Рига — 22.04.1850 Санкт-Петербург[8]).
- Даниил (Данило) Карлович Миннеман (1777* — конец 1846). Учился в Сухопутном кадетском корпусе (10.02.1784 — 10.12.1796), затем как подпоручик перешел в полк генерал-майора Сукова. По прошению уволен, переведен в провинциальные секретари и определен в экспедицию государственного хозяйства (1798). С 1802 года — в экспедиции конских заводов, а в 1811 году стал помощником бухгалтера (Я. А. Шумилина) в Экспедиции поправления кронштадтского порта. С 1814 года — в судоходной полиции (IV округ путей сообщения) как разъездной смотритель нижней части реки Дон. С 1821 года определен архивариусом в правление Императорской академии наук, где стал заведовать музеем кабинета Петра I[9][10]. На 1833 — коллежский советник. Ордена: Св. Станислава III ст. (1834)[11] и Св. Владимира IV ст. (1846).
- Елена Карловна Миннеман (ок. 1780 — между 1831 и 1851). Замужем за Яковом Шумилиным (*1773 — 03.04.1818)[12]. Погребена, как ее младшая сестра и братья, на Смоленском лютеранском кладбище. Дети: Екатерина, Александр, Мария, Елизавета, Николай, Анна и Анастасия.
- Мария Карловна Миннеман (Maria Minnemann) (1783* — 15.04.1853 Санкт-Петербург[13]).
- Федор Карлович Миннеман (Friedrich Minnemann) (*1795 — после 1835). Обучался в Императорском военно-сиротском доме. Подпоручиком поступил в 47-й егерский полк. Участник Отечественной войны 1812 года[14]. Участвовал во взятии Митавы, осаде Данцига и других сражениях. Получил ранения в левую ногу и правый бок[1]. Переведен в Белостокский полк (1816)[15], где командовал ротой как штабс-капитан[16]. Уволен от службы «за ранами» (1820). Назначен смотрителем Могилевского (1821), а затем Витебского (1825) военно-сиротского отделения[17]. Жена: Роза Мальчевская (Rose Malczéwska), дочь помещика.
  - Адель Федоровна Миннеман (*1822 — после 1853) в замужестве Пиотровская[18].
  - Федор-Эдуард Федорович Миннеман (Friedrich Eduard Minnemann) (26.06.1835 Полоцк — 22.04.1888 Ирбит). Подполковник. Окончил Константиновский кадетский корпус. Участвовал в Бельской военно-следственной комиссии по политическим делам (1863). Во время русско-турецкой войны (1877—1878) был комендантом Тырново[1]. В конце жизни назначен Ирбитским уездным воинским начальником[19] и директором тюремного отделения. Жена: Михалина (Эмилия) Адамовна Волкович (ок.1841 — пос.1893), дочь титулярного советника.
    - Эмилия Федоровна Миннеман (25.04.1862 — пос.1891) в замужестве Заброченко.
    - Анна Федоровна Миннеман (21.10.1871 — пос. 1915) в браке Вильчинская.
    - Елизавета Федоровна Миннеман (28.01.1880 — ?).
    - Эдуард-Адам Федорович (Фридрихович) Миннеман (18.08.1881 Могилев — после 1915). В отличие от сестёр-католичек крещён в лютеранской церкви. Владел поместьем «Добрецкая Скрыня» в Могилёвском уезде[20]. В Первую мировую войну зачислен ратником 1-го разряда в 164-ю пешую Вологодскую дружину, откуда выбыл в декабре 1915 года[21].
    - Екатерина-Мария Федоровна Миннеман (05.08.1885 — 12.05.1948). Муж: Павел Федорович Сущинский (? — 1924), священник Крестовоздвиженской церкви в Костюковичах[22]. Дети: Федор, Борис, Всеволод, Анна и Екатерина.

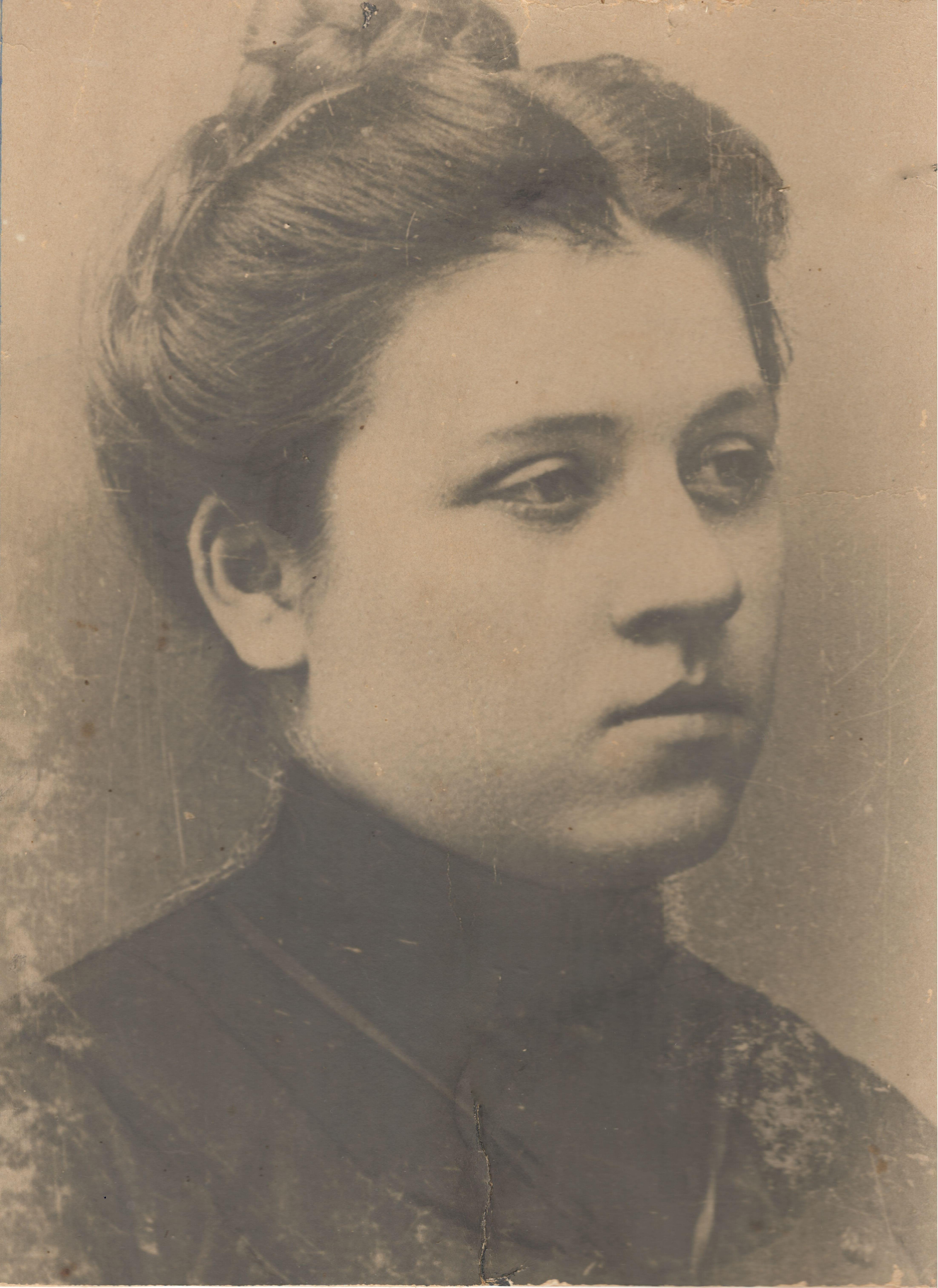
Екатерина-Мария Федоровна (Миннеман) Сущинская (1885-1948)
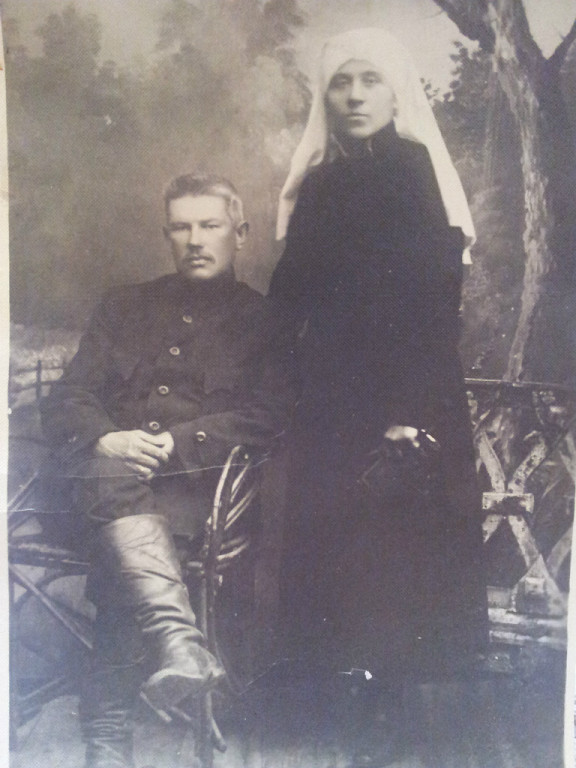
Екатерина-Мария Федоровна Миннеман с мужем Павлом Федоровичем Сущинским